# Michail Ossipowitsch Britnew

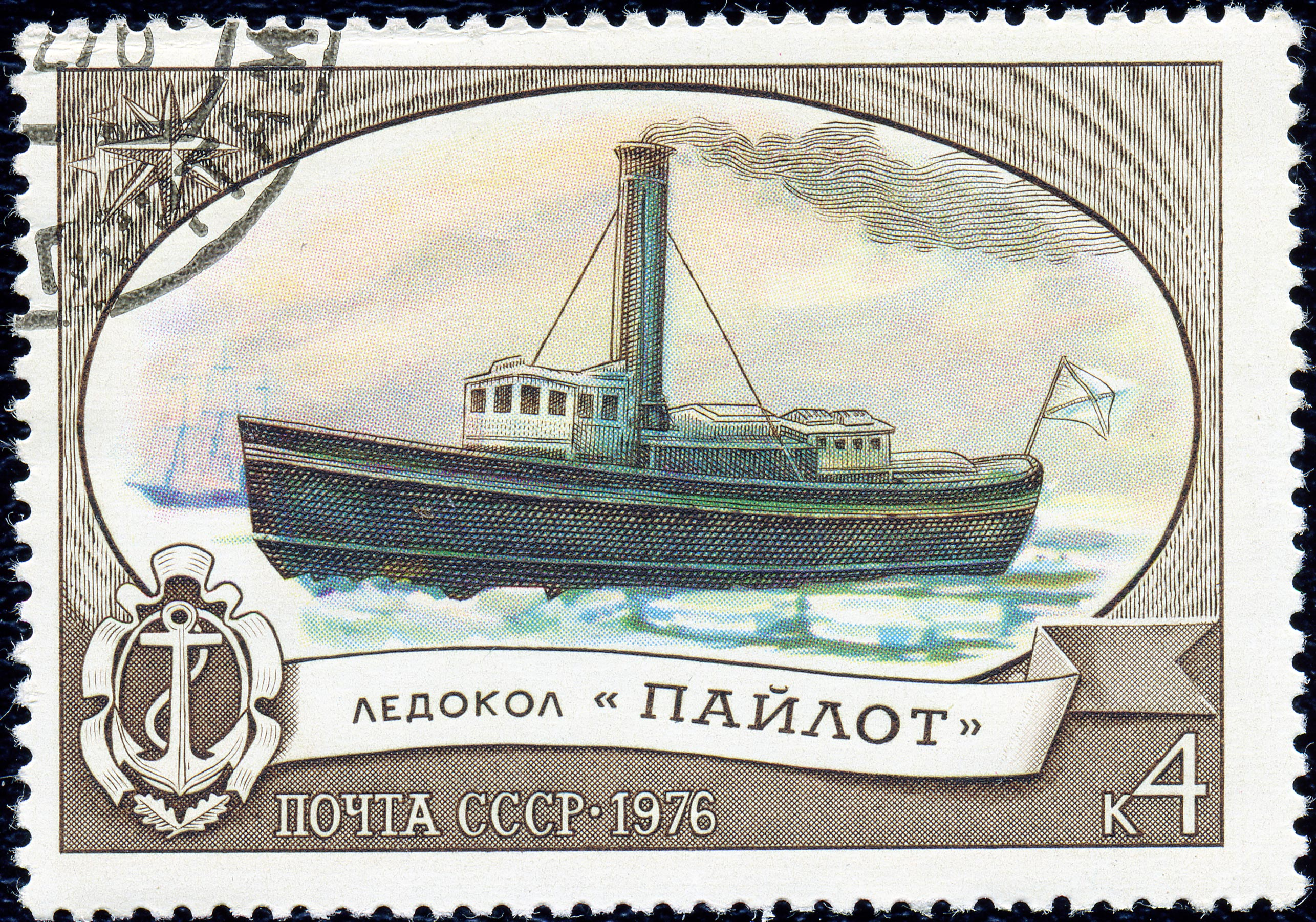
Eisbrecher Pilot auf einer sowjetischen Briefmarke

Michail Ossipowitsch Britnew (russisch Михаи́л О́сипович Бри́тнев; * 1822 in Kronstadt; † 1889 ebenda) war ein russischer Reeder und Schiffbauer.

## Leben
Britnew stammte aus einer Kronstädter Kaufmannsfamilie und war ab 1840 selbst als Unternehmer tätig. So baute z. B. mehrere Schwimmkräne zum Entladen von Schiffen. 1862 initiierte er einen regelmäßigen Dampfschiffsdienst zwischen Kronstadt und Oranienbaum. Um diesen Liniendienst auch im Winter betreiben zu können, ließ er 1864 den ihm gehörenden eisernen Schleppdampfer Pilot («Пайлот») zum ersten erfolgreichen Eisbrecher moderner Bauart umbauen. Dies führte zwar zu aufmerksamem Interesse in einigen Ostseeanrainerstaaten, doch gab es zunächst keine direkten Nachahmer. Im Jahr 1871 verkaufte er die Bauzeichnungen der Pilot nach Deutschland, was den Anstoß für den Bau derartiger Schiffe in Deutschland, Dänemark, Schweden, den USA und Kanada gab.
Im Jahre 1868 wurde er zum Bürgermeister von Kronstadt gewählt. Im gleichen Jahr gründete er seine Werft in Kronstadt, mit eigener Gießerei. Dort gebaute Schiffe fuhren lange Zeit auch auf den sibirischen Flüssen Jenissei und Lena und auf dem Baikalsee.